# Campeonato Regional de Portalegre
O Campeonato Regional de Portalegre foi uma competição de futebol portuguesa organizada pela Associação de Futebol de Portalegre. Era a competição que elegia oficialmente o campeão de futebol do Distrito de Portalegre, a primeira edição foi na época de 1911–12 e a última na época de 1946–47. O maior vencedor é o Estrela de Portalegre com 11 títulos.

## Vencedores

### Por época
| Época   | Vencedor                 |
| ------- | ------------------------ |
| 1946–47 | SL Elvas                 |
| 1945–46 | SC Campomaiorense        |
| 1944–45 | SL Elvas                 |
| 1943–44 | Lanifícios de Portalegre |
| 1942–43 | Portalegrense            |
| 1941–42 | Portalegrense            |
| 1940–41 | Portalegrense            |
| 1939–40 | Estrela de Portalegre    |
| 1938–39 | Estrela de Portalegre    |
| 1937–38 | Portalegrense            |
| 1936–37 | Portalegrense            |
| 1935–36 | Estrela de Portalegre    |
| 1934–35 | Portalegrense            |
| 1933–34 | Estrela de Portalegre    |
| 1932–33 | Estrela de Portalegre    |
| 1931–32 | Estrela de Portalegre    |
| 1930–31 | Estrela de Portalegre    |
| 1929–30 | Estrela de Portalegre    |
| 1928–29 | Portalegrense            |
| 1927–28 | Estrela de Portalegre    |
| 1926–27 | Estrela de Portalegre    |
| 1925–26 | Estrela de Portalegre    |
| 1924–25 | CF Alentejo              |
| 1923–24 | Não se realizou          |
| 1922–23 | SC Bombeiros Voluntários |
| 1921–22 | Não se realizou          |
| 1920–21 | Não se realizou          |
| 1919–20 | Não se realizou          |
| 1918–19 | Não se realizou          |
| 1917–18 | Não se realizou          |
| 1916–17 | Não se realizou          |
| 1915–16 | SC Esperança             |
| 1914–15 | SL Portalegre            |
| 1913–14 | SL Portalegre            |
| 1912–13 | SL Portalegre            |
| 1911–12 | SL Portalegre            |

### Por clube
| Clube                    | Venceu | Época(s)                                                                                           |
| ------------------------ | ------ | -------------------------------------------------------------------------------------------------- |
| Estrela de Portalegre    | 11     | 1925–26, 1926–27, 1927–28, 1929–30, 1930–31, 1931–32, 1932–33, 1933–34, 1935–36, 1938–39 e 1939–40 |
| Portalegrense            | 7      | 1928–29, 1934–35, 1936–37, 1937–38, 1940–41, 1941–42 e 1942–43                                     |
| SL Portalegre            | 4      | 1911–12, 1912–13, 1913–14 e 1914–15                                                                |
| SL Elvas                 | 2      | 1944–45 e 1946–47                                                                                  |
| SC Esperança             | 1      | 1915–16                                                                                            |
| SC Bombeiros Voluntários | 1      | 1922–23                                                                                            |
| CF Alentejo              | 1      | 1924–25                                                                                            |
| Lanifícios de Portalegre | 1      | 1943–44                                                                                            |
| SC Campomaiorense        | 1      | 1945–46                                                                                            |

Ref.: